# Буковец, Франц
Франц Францевич Буковец (словен. Franc Franca Bukovec, серб. Франц Буковец; 10 марта 1910, Верье — 26 сентября 1942, Внанье-Горице) — югославский словенский партизан, участник Народно-освободительной войны Югославии.

## Биография
По профессии токарь, работал на бумажной фабрике в Количево. С 1930 года состоял в Коммунистической партии Словении. В середине 1935 года в Количево по распоряжению Франца Левковшека был основан профсоюз, активным членом которого и стал Буковец. Он участвовал во многочисленных стачках и забастовках, наиболее крупная из них пришлась на 1935 год.
В июле 1941 года после начала партизанской войны против немцев Франц ушёл в партизаны, войдя в Камникскую ячейку Освободительного фронта Словении. После запрета движения он возглавил Радомельскую партизанскую роту, став её политруком. Франц участвовал во многочисленных боях, 10 октября 1941 он был серьёзно ранен и был отправлен в Люблянскую больницу, где долгое время лечился. Параллельно Буковец оказывал партизанам всю возможную помощь. После выздоровления Франц вернулся в ряды партизан, возглавив новосозданный Доломитский отряд.
Под командованием Буковца в отряде сражались многочисленные будущие партизанские командиры и политруки. Даже в самых тяжёлых случаях Франц оставался хладнокровным и не паникуя. Однажды его подразделение оказалось окружённым, и партизанам грозил неминуемый разгром. Однако Франц принял решение прорываться по трём направлениям, и приказал солдатам закидать итальянцев гранатами и бомбами. Отряд успешно прорвался из кольца окружения, не потеряв ни одного человека убитым или раненым и нанеся при этом мощный урон итальянцам.
26 сентября 1942 во время боёв с итальянцами Франц Буковец отступал к штабу партизанских войск. Близ деревни Внанье-Горице партизанский командир трагически погиб, подорвавшись на мине. 15 июля 1942 ему было присвоено звание Народного героя Югославии посмертно.